# Näringslivets säkerhetsdelegation
Näringslivets säkerhetsdelegation, ett nätverk för lönsam riskhantering, bildades redan 1967. Kansliet finns på Svenskt Näringsliv. Verksamheten bedrivs inom sex regionala arbetsgrupper.